# Grivasti vojak
Grivasti vojak (angleško War Horse) je britansko-ameriški epski vojni film iz leta 2011, ki ga je režiral in koproduciral Steven Spielberg. Scenarij sta napisala Lee Hall in Richard Curtis ter temelji na romanu War Horse Michaela Morpurga iz leta 1982 in po njem napisani igri iz leta 2007. V glavnih vlogah nastopajo Emily Watson, David Thewlis, Tom Hiddleston, Benedict Cumberbatch, Eddie Marsan, Niels Arestrup, Toby Kebbell, David Kross, Peter Mullan in Jeremy Irvine, za katerega je to filmski debi. Dogajanje je postavljeno v čas pred in med prvo svetovno vojno in sledi zgodbi konja Joeya, ki ga je vzgojil Albert (Irvine) in ga nato kupi britanska vojska za številne vojaške operacije po Evropi, pri čemer je priča številnim tragičnim zgodbam.
Studio DreamWorks Pictures je pridobil pravice za roman decembra 2009 in maja 2010 napovedal film v režiji Spielberga, ki je bil že režiral več filmov o drugi svetovni vojni, toda prvič o prvi svetovni vojni. Njegovi dolgoletni sodelavci so sodelovali pri filmu, Janusz Kamiński kot direktor fotografije, Michael Kahn kot montažer, Rick Carter kot scenograf in John Williams kot pisec glasbe. Film je po svetu izdala družba Touchstone Pictures s premiero 25. decembra 2011 v ameriških kinematografih. Izkazal se je za finančno uspešnega z več kot 177 milijonov USD prihodkov ob 66-milijonskem proračunu  in naletel na dobre ocene kritikov. Na 84. podelitvi je bil nominiran za oskarja v šestih kategorijah, tudi za najboljši film, ter za dva zlata globusa in pet nagrad BAFTA.

## Vloge
- Jeremy Irvine kot Albert Narracott
- Peter Mullan kot Ted Narracott
- Emily Watson kot Rose Narracott
- Niels Arestrup kot dedek
- David Thewlis kot Lyons
- Tom Hiddleston kot stotnik James Nicholls
- Benedict Cumberbatch kot major Jamie Stewart
- Céline Buckens kot Emilie
- Toby Kebbell kot Colin
- Patrick Kennedy kot poročnik Charlie Waverly
- Leonard Carow kot vojak Michael Schröder
- David Kross kot vojak Gunther Schröder
- Matt Milne kot Andrew Easton
- Robert Emms kot David Lyons
- Eddie Marsan kot narednik Fry
- Nicolas Bro kot vojak Friedrich Henglemann
- Rainer Bock kot Brandt
- Hinnerk Schönemann kot Peter
- Gary Lydon kot Si Easton
- Geoff Bell kot narednik Sam Perkins
- Liam Cunningham kot britanski vojaški zdravnik
- Sebastian Hulk kot nemški častnik
- Gerard McSorley kot dražitelj
- Tony Pitts kot narednik Martin
- Pip Torrens kot major Tompkins
- Philippe Nahon kot francoski dražitelj
- Jean-Claude Lecas kot mesar
- Julian Wadham kot britanski stotnik
- David Dencik kot nemški častnik
- Edward Bennett kot častnik za novačenje
- Johnny Harris kot častnik za novačenje
- Tam Dean Burn kot britanski zdravnik
- Maximilian Brückner kot nemški topniški častnik
- Maggie Ollerenshaw kot sosed Narracottovih